# Dermot Bolger
Dermot Bolger, né le 6 février 1959 à Finglas, est un auteur irlandais.

## Biographie
Dermot Bolger est né dans la banlieue ouvrière du nord de Dublin (le North Side) à Finglas en 1959. Opposant souvent tradition et modernité dans ses récits où plane l'esprit de la pastorale, le romancier fait un usage fréquent du fantastique et du gothique dans le contexte urbain particulier d'un Dublin en plein renouveau. La nature de son discours romanesque, parfois violemment hostile au nationalisme culturel irlandais, s'inscrit par conséquent dans le prolongement du révisionnisme culturel irlandais amorcé dans les décennies précédentes. Paradoxalement, on peut aussi lire dans son roman gothique un discours proche du nationalisme irlandais dans la mesure où il offre souvent la vision d'une Irlande assiégée par la modernité et la mondialisation.

### Œuvres traduites en français
- La Ville des ténèbres , [«  The journey home »], trad. de Jacqueline Lahana, Paris, Presses de la Renaissance, coll. « Les romans étrangers » , 1992, 305p.  (ISBN 2-85616-630-X)
- Le Ventre de l'ange, [« The woman's daughter »], trad. de Jacqueline Lahana, Nantes, France, Éditions Le Passeur Cecofop, coll. « Bibliothèque de l'arc atlantique », 1994, 91 p.  (ISBN 2-907913-23-9)
- La Musique du père, [« Father's music »], trad. de Marie-Lise Marlière, Paris, Albin Michel, coll. « Les grandes traductions », 1999, 425 p.  (ISBN 2-226-10826-2)
- La Déploration d’Arthur Cleary, [« The lament for Arthur Cleary »], trad. d’Émile-Jean Dumay, Paris, L’Harmattan, coll. « Théâtre des cinq continents », 2000, 80 p.  (ISBN 2-7384-9589-3)
- Un Irlandais en Allemagne, trad. de Julia Schmidt et Sabine Wespieser, Paris, J’ai lu, coll. « Librio », 2001, 87 p.  (ISBN 2-290-30872-2)
- Tentation, [« Temptation »], trad. de Marie-Lise Marlière, Paris, Albin Michel, coll. « Les grandes traductions », 2001, 269 p.  (ISBN 2-226-12562-0)
- Prodige à Ballymun, [« The passion of Jerome »], trad. d’Émile-Jean Dumay, Paris, L’Harmattan, coll. « Théâtre des cinq continents », 2002, 131 p.  (ISBN 2-7475-2305-5)
- Ombre et lumière d’avril, [«  April bright »], trad. d’Émile-Jean Dumay, Paris, L’Harmattan, coll. « Théâtre des cinq continents », 2003, 118 p.  (ISBN 2-7475-3959-8)
- Le voyage à Valparaiso, [« The Valparaiso voyage »], trad. de Marie-Lise Marlière, Paris, Albin Michel, coll. « Les grandes traductions », 2003, 407 p.  (ISBN 2-226-13749-1)
- Départ et arrivée, avec Kazem Shahryari, trad. d’Émile-Jean Dumay, Paris, L’Harmattan, coll. « Théâtre des cinq continents », 2004, 127 p.  (ISBN 2-7475-7144-0)
- Toute la famille sur la jetée du Paradis, [« The family on Paradise Pier »], trad. de Bernard Hœpffner avec la collaboration de Catherine Goffaux, Paris, Éditions Joëlle Losfeld, coll. « Littérature étrangère », 2008, 535 p.  (ISBN 978-2-07-078719-7)
- Une Seconde Vie, [« A second life »], trad. de Marie-Hélène Dumas, Paris, Éditions Joëlle Losfeld, coll. « Littérature étrangère », 2011, 256 p.  (ISBN 978-2-07-244985-7)
- Une Illusion passagère, [« The Fall of Ireland »], trad. de Marie-Hélène Dumas, Paris, Éditions Joëlle Losfeld, coll. « Littérature étrangère », 2013, 136 p.  (ISBN 978-2-07-249476-5)
- Ensemble séparés, [« Tanglewood »], trad. de Marie-Hélène Dumas, Paris, Éditions Joëlle Losfeld, coll. « Littérature étrangère », 2016, 384 p.  (ISBN 978-2-07-266912-5)

### Romans
- Night Shift, Dingle, Brandon, 1985, London, Penguin, 1993, AE Memorial Prize.
- The Woman’s Daughter, Dublin, Raven Arts Press, 1987, 1991, Macaulay Fellowship, nommé pour le Hughes Fiction Prize.
- The Journey Home, London, Viking, 1990, nommé pour le Hughes Fiction Prize et pour le Irish Times / Aer Lingus Prize.
- Emily’s Shoes, London, Viking, 1992.
- A Second Life, London, Viking, 1994.
- Father’s Music, London, Flamingo,1997.
- Temptation, London, Picador, 2001.
- The Family on Paradise Pier, 2005
- A Second Life, London, 2010, Dermot Bolger a réécrit une seconde version du livre

### Théâtre
- The Lament for Arthur Cleary, 1989, Samuel Beckett Award, Stewart Parker BBC Award, Edinburgh Fringe First.
- Blinded By The Light, 1990, O. Z. Whitehead Award.
- In High Germany, 1990.
- The Holy Ground, 1990.
- One Last White Horse, 1991.
- A Dublin Bloom (adaptation libre de l’ Ulysses de James Joyce), Dublin, New Island Books, 1995.
- April Bright, 1995
- A Dublin Quartet, Londres, Penguin, 1992.

### Anthologies
- After The War Is Over, Dublin, Raven Arts Press, 1984.
- A New Primer For Irish Schools, Dublin, Raven Arts Press, 1985.
- The Dolmen Book of Irish Christmas Stories, Portlaoise, Dolmen, 1986.
- The Bright Wave / An Tonn Gheal : Poetry in Irish Now, Dublin, Raven Arts Press, 1986.
- Selected Poems of Francis Ledwidge, Dublin, New Island, 1992.
- The Picador Book of Contemporary Irish Fiction, London, Picador, 1993.
- Ireland in Exile : Irish Writers Abroad, Dublin, New Island Books, 1993.

### Poésie
- Never A Dull Moment, Dublin, Raven Arts Press, 1979.
- Internal Exiles, Portlaoise, Dolmen, 1986.
- The Habit Of Flesh, Dublin, Raven Arts Press, 1979.
- Finglas Lilies, Dublin, Raven Arts Press, 1980.
- No Waiting America, Dublin, Raven Arts Press, 1981.
- Leinster Street Ghosts, 1989.
- The Chosen Moment,  Dublin, New Island, 2004.

### Essais
- Invisible Cities : The New Dubliners - A Journal Through Unofficial Dublin, Dublin, Raven Arts Press, 1988.
- Invisible Dublin : Letters from the New Island, Dublin, Raven Arts Press, 1992.

### Ouvrages collectifs
- Finbar’s Hotel, London, Picador, Dublin, New Island Books, 1997. En collaboration avec Jennifer Johnston, Anne Enright, Roddy Doyle, Joseph O’Connor, Colm Toibin et Hugo Hamilton.
- Ladies’ Night at Finbar’s Hotel, London, Picador, Dublin, New Island Books, 1999.

### Films
- The Disappearance of Finbar,
- Edward No Hands,

### Autres
- The Valparaiso voyage, London, Flamingo, 2001.

### Études sur l'auteur
- Thèse de doctorat : La réécriture de l'histoire dans les romans de Roddy Doyle, Dermot Bolger et Patrick McCabe.(Auteur : Alain Mouchel-Vallon, université de Reims - 2005)